# Calle Canal (metro de Nueva York)
Este artículo es sobre un complejo de estaciones en Chinatown. Para la estación en las calles Canal y Varick, véase Calle Canal (IRT Broadway-Línea de la 7ma Avenida). Para la estación en la Calle Canal y la Sexta Avenida, véase Calle Canal (línea de la 8va Avenida).
La estación de Canal Street o la Calle Canal es un complejo de estaciones del metro de la ciudad de Nueva York localizado en  Manhattan específicamente en Chinatown, y es compartida por la línea de la Avenida Lexington, la línea de la Calle Nassau, y la línea Broadway. Es servida por;
- 6, J, N y Q: Todo el tiempo con trenes de los servicios
- R: trenes todo el tiempo excepto en la madrugada
- M: y trenes del servicio W los días de semana
- Z:trenes durante horas pico en direcciones congestionadas
- 4: trenes en la madrugada

El complejo consiste de cuatro estaciones unidas simultáneamente por pasadizos subterráneos. Tres de las cuatro son perpendiculares hacia la Calle Canal, que cruza Broadway (plataformas principales de la línea Broadway), la Calle Lafayette (plataformas de la línea de la Avenida Lexington) y la Calle Centre (plataformas de la línea de la Calle Nassau). Las plataformas de la línea del Puente de Broadway Manhattan corren paralelamente hacia y directamente bajo la propia Calle Canal. 
El complejo fue renovado completamente en 1999 y 2004. La estación principal de la línea Broadway fue restaurada al estilo anterior, con nuevos mosaicos relacionados con caracteres chinos, para indicar que la estación se encuentra en Chinatown. Los símbolos que están en la pared en chino significan "dinero" y "salud", y el nombre de "Canal Street" tiene una ideografía que dice "China" y "Pueblo." Durante la reciente renovación en los años 1990, los mosaicos originales fueron tapados pero volvieron a ser destapados. Una de las tablas que se encontraban en la estación están preservados en el Museo de Tránsito de Nueva York.
La profundidad para algunas de las estaciones en el Complejo de la Calle Canal es la siguiente:
- Línea de la Avenida Lexington, 20 pies bajo la calle
- Línea de la Calle Nassau, 20 pies
- Línea Broadway, ramal principal, 40 pies
- Línea Broadway, Ramal del Puente de Manhattan, 50 pies

## Línea de la Avenida Lexington
La Calle Canal en la alinea de la Avenida Lexington tiene cuatro vías y dos plataformas laterales. Debido al alargamiento de la estación en los 1940s y 1950s, hay dos secciones distintas de esta estación. La parte original tiene vigas de perfil doble T con grandes mosaicos. La sección más nueva que data de los 1950s tiene mosaicos verdes en un extremo de la estación.  También hay letreros de la IND que dice "To Canal Street" o "Hacia la Calle Canal".

## Línea de la Calle Nassau
La Calle Canal en la línea de la Calle Nassau tiene tres vías y dos plataformas centrales, pero solo la plataforma central occidental tiene accesibilidad a los pasajeros. Anteriormente, la Calle Canal se asemejaba a la típica estación expresa, excepto que sus vías interiores 'expresas' terminaban en el extremo sur de la estación, con una conexión de una plataforma a nivel que une los extremos sur de las dos plataformas. Las vías del extremo sur antes eran usadas como terminal de varios trenes, y los últimos fueron para utilizados por los trenes de fin de semana del servicio J a finales de los 1980s.

## Línea Broadway
Canal Street en la línea Broadway BMT tiene cuatro vías y dos plataformas laterales. Sin embargo, solo las vías locales proveen servicio a la línea Broadway; las vías "expresas", en la que nunca han sido vías de ingresos, inician en la parte inferior de la estación City Hall y pasa hacia la Calle Canal. Como parte de los contratos Dual, estas vais expresas continuarían hacia Broadway, alimentadas por el tráfico de Brooklyn vía el túnel de la Calle Montague; el servicio local terminaría en City Hall.

## Conexiones de autobuses
- M1
- M6
- B51